# Claudio Burlando
Claudio Burlando (Genova, 27 aprile 1954) è un politico italiano.
È stato sindaco di Genova dal 3 dicembre 1992 al 19 maggio 1993, deputato alla Camera per due legislature (XIII, XIV), ministro dei trasporti e della navigazione dal 18 maggio 1996 al 21 ottobre 1998 nel governo Prodi I, dirigente del PCI, PDS, DS e PD e, infine, presidente della Regione Liguria dal 14 aprile 2005 all'11 giugno 2015.

## Biografia
Figlio di Carlo Burlando, camallo al porto di Genova, e Norma Cogorno, contadina della Val Trebbia, studia al Liceo scientifico Gian Domenico Cassini di Genova e si laurea in ingegneria elettronica all'Università degli Studi di Genova. Lavorò negli anni 80 nel settore ricerche e sviluppo alla Elsag–Bailey, dove si occupa di progettazione di computer e sistemi informatici avanzati.
È sposato ed ha un figlio, Francesco.

## Attività politica

### Gli inizi
Si avvicinò alla politica da giovane, negli anni '70, iscrivendosi nel Partito Comunista Italiano (PCI), dove mosse i primi passi nella sua organizzazione giovanile: la Federazione Giovanile Comunista Italiano, arrivando a far parte della direzione nazionale del PCI, oltre a ricoprire la carica di segretario della federazione del partito genovese dal 1989 al 1990.

#### Al comune di Genova

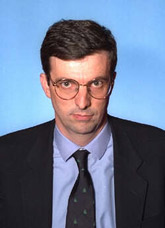
Claudio Burlando eletto alla Camera dei deputati nel 1996

Dal 1981 al 1993 è stato consigliere comunale a Genova, dove ha ricoperto gli incarichi di assessore ai trasporti, alla vigilanza, al traffico e al decentramento dal 1983 al 1985 e vicesindaco della città sotto il socialdemocratico Romano Merlo dal 1990 al 1992. Fu quindi sindaco di Genova per 6 mesi, dal 3 dicembre 1992 al 19 maggio 1993.
In seguito allo scoglimento del PCI con la svolta della Bolognina di Achille Occhetto, aderisce al post-comunista Partito Democratico della Sinistra (PDS), dove ricopre, con l'elezione di Massimo D'Alema a segretario del PDS, il ruolo di Responsabile nazionale degli enti locali dal 1994 al 1996.

### Deputato e Ministro
Alle elezioni politiche del 1996 si candida alla Camera dei deputati nel collegio elettorale di Genova-Parenzo, sostenuto dalla coalizione di centro-sinistra L'Ulivo in quota PDS, dove viene eletto deputato con il 56,86% dei voti contro i candidati del Polo per le Libertà Gualtiero Giovacchino Chiodini (32,23%) e della Lega Nord Enrico Mezzani (10,91%). Nella XIII legislatura della Repubblica è stato componente della 5ª Commissione Bilancio, Tesoro e Programmazione della Camera, oltreché vice-capogruppo del gruppo parlamentare "Democratici di Sinistra-L'Ulivo" alla Camera.
Dopo la vittoria de L'Ulivo di Romano Prodi alle politiche del 1996 e il successivo incarico di formare un governo affidato a Prodi, Burlando è stato indicato quale Ministro dei trasporti e della navigazione. Il 18 maggio 1996 giura nelle mani del Presidente della Repubblica Oscar Luigi Scalfaro come Ministro dei trasporti e della navigazione nel primo governo Prodi, rimanendo in carica fino al 21 ottobre 1998. Burlando è stato il primo esponente dell'ex Partito Comunista Italiano ad assumere questa carica dai tempi di Giacomo Ferrari (14 luglio 1946 - 1º giugno 1947 nei governi De Gasperi II e III).
Il 2 aprile 1998 la Camera dei deputati respinge, con 251 voti a favore e 304 voti contro, una mozione di sfiducia presentata dall'opposizioni nei suoi confronti per i tagli agli investimenti per le infrastrutture e le ferrovie dello stato.
Nel 1998 aderisce alla svolta in chiave moderna di Massimo D'Alema dal PDS ai Democratici di Sinistra (DS), per unificare il PDS con altre forze della sinistra italiana e "ammainare" definitivamente il simbolo falce e martello del comunismo in favore alla rosa socialdemocratica, diventando membro della segreteria nazionale dei DS come responsabile economico e ricoprendo l'incarico fino al 2000.
Alle elezioni politiche del 2001 viene ricandidato alla Camera, tra le liste dei DS nella circoscrizione Liguria, venendo rieletto deputato. Nel corso della XIV legislatura è stato componente della 5ª Commissione Bilancio, Tesoro e Programmazione della Camera e della Commissione speciale per l'esame dei disegni di legge e di conversione di decreti legge dal 13 giugno al 3 luglio 2001, oltre a far parte del Comitato Direttivo del gruppo parlamentare dei DS "Democratici di Sinistra-L'Ulivo" a Montecitorio.

### Presidente della Regione Liguria

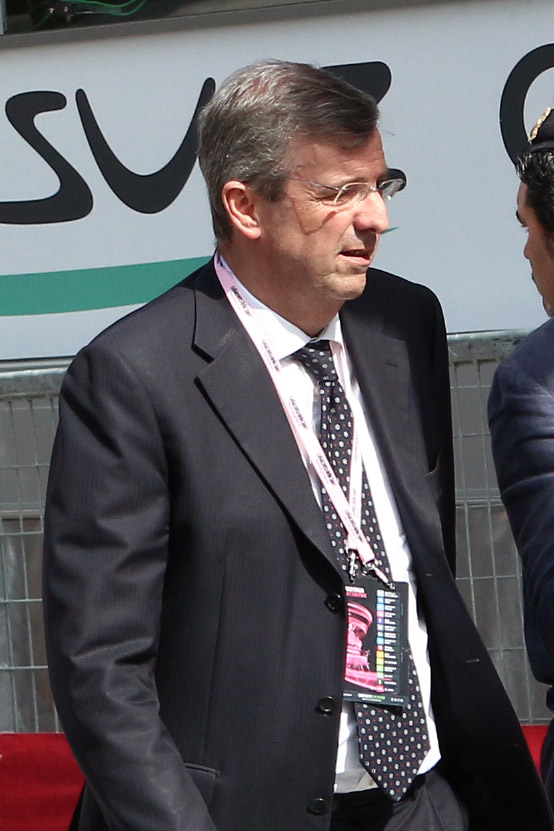
Claudio Burlando al Giro d'Italia 2014

Alle elezioni regionali del 3-4 aprile 2005 Burlando viene candidato alla Presidenza della Regione Liguria, venendo appoggiato dalla coalizione di centro-sinistra L'Unione composta dalle liste: Uniti nell'Ulivo (DS, DL, SDI, MRE), Partito della Rifondazione Comunista, "Gente della Liguria", Partito dei Comunisti Italiani, Federazione dei Verdi, Italia dei Valori, Popolari UDEUR, Partito Pensionati, Consumatori e Patto dei Liberaldemocratici. Alla tornata elettorale vince la competizione, ottenendo il 52,64% dei voti contro il 46,58% del presidente uscente Sandro Biasotti, appoggiato da Forza Italia e dalla coalizione di centro-destra Casa delle libertà. Il successivo 14 aprile viene proclamato Presidente della Regione Liguria, e con la formazione della sua giunta regionale mantiene per sè le deleghe alla Pianificazione e Controllo strategico, Partecipazioni regionali, Coordinamento affari internazionali, Rapporti con la Ue e programmi comunitari, Rapporti istituzionali, Stampa, Comunicazione.
Il 14 ottobre 2007 viene eletto nell'Assemblea Costituente Nazionale del Partito Democratico, progetto politico a cui partecipò fin dalla sua prima ideazione ed è stato membro della commissione che ne ha redatto il Manifesto dei Valori.
Alle elezioni regionali in Liguria del 28 e 29 marzo del 2010, si ricandida alla carica di Presidente e vince, con il 52,14% dei voti battendo di nuovo Sandro Biasotti, suo principale (ed unico) avversario, che ottiene il 47,85% dei voti.
In vista delle elezioni regionali in Liguria del 2015 decide di non ricandidarsi per un terzo mandato per lasciare spazio alla nuova classe dirigente del PD. Decide quindi di appoggiare Raffaella Paita, sua assessore regionale alle Infrastrutture e alla Protezione civile dal 2010 al 2015, con cui condivide un rapporto di stretta collaborazione, nonché considerata sua erede politica, contro Sergio Cofferati alle primarie per la scelta del candidato presidente della Liguria, scelta fatta anche per continuare l'amministrazione di centro-sinistra in Liguria. Tuttavia il 31 maggio la Paita perderà le elezioni contro il candidato del centro-destra Giovanni Toti, che verrà poi riconfermato anche per un secondo mandato nel 2020.

### Dopo la presidenza della regione
Terminato il mandato da governatore, si ritira dalla politica attiva. A maggio 2020 il suo nome viene proposto come candidato al ruolo di presidente dell’Autorità di sistema portuale del Mar Ligure occidentale, da parte del ministro delle infrastrutture e dei trasporti Paola De Micheli.
Durante l'estate del 2020, Burlando, assieme ai consiglieri regionali uscenti in Liguria del centro-sinistra, suoi fedelissimi, cercano di mediare con Matteo Renzi e la sua Italia Viva e quindi anche Raffaella Paita, per contrastare la candidatura di Ferruccio Sansa, giornalista de Il Fatto Quotidiano e figlio dell'ex sindaco di Genova Adriano (che fu successore proprio di Burlando a Palazzo Tursi), considerato come candidato unitario tra il PD e il Movimento 5 Stelle per le elezioni regionali in Liguria del 20 e 21 settembre. Sansa correrà comunque con il sostegno del centro-sinistra e del M5S perdendo contro Toti con grande distacco.
Alle elezioni primarie del PD del 2023 sostiene la mozione di Stefano Bonaccini, presidente della Regione Emilia-Romagna dal 22 dicembre 2014, partecipando agli incontri e alle sue iniziative politiche a Sanremo e Savona, ma Bonaccini viene sconfitto da Elly Schlein.

## Controversie giudiziarie
Nel periodo in cui fu sindaco venne coinvolto in una inchiesta sul sottopasso di Caricamento e poi sulla costruzione del parcheggio di piazza della Vittoria. Il 18 maggio 1993 venne disposta la sua custodia cautelare in carcere, poi il 24 maggio il Gip di Genova dispose gli arresti domiciliari. In quel periodo gli giunse la solidarietà di molti, tra cui il presidente della Repubblica Oscar Luigi Scalfaro. Per sensibilità istituzionale, si dimise da sindaco. Nel 1997, con sentenza definitiva, venne assolto dalle accusa di truffa per non aver commesso il fatto e da quella di abuso d'ufficio perché il fatto non sussisteva. La Corte d'appello di Genova stabilì un risarcimento di sessanta milioni di lire per l'ingiusta detenzione.
Nel 2007 suscitò clamore la notizia della sua immissione contromano in autostrada a Genova. Alla pattuglia della Polizia stradale intervenuta ammise subito l'errore e per attestare la propria identità, non avendo con sé altri documenti, mostrò la vecchia tessera da deputato. Vennero fatte ipotesi di eventuali anomalie procedurali cui seguirono i chiarimenti sul non aver ricevuto alcun trattamento di favore, con la conferma del questore. Burlando fu sanzionato con: la sospensione della patente per 12 mesi e dieci punti di decurtazione, il fermo amministrativo per tre mesi del veicolo, un'ammenda di 72 euro per non avere con sé la patente mentre era alla guida e infine una sanzione pecuniaria di 3.500 euro.
Nel 2015 un'inchiesta giudiziaria della Procura di Savona sulle emissioni della centrale a carbone Tirreno Power di Vado Ligure lo inserì tra gli 86 indagati, tra cui i manager e i dirigenti dell'azienda, alcuni ex componenti della giunta regionale ligure e della giunta provinciale savonese, alcuni funzionari del Ministero dell'ambiente e alcuni sindaci e politici locali sia di centro-sinistra sia di centro-destra, con ipotesi di reato per abuso d'ufficio e disastro ambientale.. L'inchiesta è stata poi archiviata, non rilevando responsabilità penali per gli indagati.